# 京都留守居役
京都留守居役（きょうとるすいやく）は、江戸時代の諸藩の役職。京都に藩邸のある藩が、藩邸に駐在させた。
朝廷と各藩との連絡・交渉が主な任務で、副業として京都・奈良方面の神社仏閣と各藩との関係の取り持ちなども行っていた。
元々は神社仏閣と縁のある者が代々就任する名誉職的な位置付けであったが、幕末期に京都が政治の舞台になると、朝廷工作を行うための重要ポストとなり、各藩からこぞって有能な人材の投入がなされた。